# Telmatobius vellardi
Espèce
Statut de conservation UICN

 CR A2ace; B2ab(i,ii,iii,iv,v) : 
En danger critique
Telmatobius vellardi est une espèce d'amphibiens de la famille des Telmatobiidae.

## Répartition
Cette espèce est endémique de l'Équateur. Elle se rencontre entre 2 500 et 3 050 m d'altitude dans les provinces de Loja et de Zamora-Chinchipe.

## Étymologie
Cette espèce est nommée en l'honneur de Jehan Albert Vellard.

## Publication originale
- Munsterman & Leviton, 1959 : A new frog of the genus Telmatobius from southern Ecuador. Occasional Papers of the Natural History Museum of Stanford University, vol. 7, p. 1-5.